# Butlletí Oficial de la Comunitat de Madrid
El Butlletí Oficial de la Comunitat de Madrid (en castellà: Boletín Oficial de la Comunidad de Madrid; acrònim: BOCM) és un diari oficial espanyol. Segons estableix l'estatut d'autonomia de la Comunitat de Madrid, és el mitjà pel qual es publiquen les lleis aprovades per l'Assemblea de Madrid i els reglaments aprovats pel Govern de la comunitat autònoma.
Va ser creat el 16 de juny de 1983, substituint al Butlletí Oficial de la Província de Madrid, que havia estat durant 150 anys el mitjà de publicació de disposicions i anuncis de la Diputació Provincial de Madrid.
Té dependències al carrer Valportillo d'Alcobendas i al número 51 del carrer de Fortuny a Madrid.